# Lo Martinet
Lo Martinet (en francès Le Martinet) és un municipi francès situat al departament del Gard i a la regió d'Occitània.